# OkayAfrica
OkayAfrica (estilizado como okayafrica) es una plataforma de comunicación digital dedicada a la cultura, la música y la política africanas. Fue fundada en 2011 por Vanessa Wruble y Ginny Suss como un sitio hermano de Okayplayer del líder de The Roots, Questlove. El sitio se ha convertido en un espacio popular para los africanos en el continente y en la diáspora. Se centra en la música, el arte, la política y la cultura nuevos y progresistas del continente africano.

## Historia
OkayAfrica se creó como un espacio digital para la música y la cultura africanas modernas.
OkayAfrica también es promotora y productora de eventos. El 29 de julio de 2016, OkayAfrica organizó Okayafrica: Afrobeat x Afrobeats, un concierto encabezado por la estrella del pop nigeriano Davido y la banda de Afrobeat con sede en Brooklyn Orquesta Afrobeat Antibalas en el Lincoln Center Out of Doors, el festival al aire libre gratuito más antiguo de Estados Unidos. Fue la primera vez que músicos africanos encabezaron el festival.

## Audiencia
Desde su fundación en 2011, OkayAfrica ha ganado un gran número de seguidores entre los afropolitanos, en particular los de la diáspora. El término se utiliza para describir al público objetivo de OkayAfrica, una nueva generación de africanos que son creativos, políticamente conscientes, multiculturales y firmemente arraigados en el continente africano.
El sitio permite a los jóvenes que viven en la diáspora estar al tanto de lo que está sucediendo en sus países de origen. El grupo de edad principal del sitio es de 25 a 35 años.
La popularidad de OkayAfrica también se refleja en la presencia del sitio en las redes sociales, con cientos de miles de seguidores en Facebook, Instagram y Twitter.

## 100 mujeres
En 2017, okayafrica creó una plataforma para destacar a 100 mujeres africanas líderes cada año. La lista está reunida en diez categorías: CTIM, medios, música, literatura, televisión y cine, deportes y bienestar, estilo y belleza, negocios y economía, política y activismo y arte.
En 2020, fueron incluidas en la lista 100 Mujeres OkayAfrica la actriz nigeriana Genevieve Nnaji, la Miss Universo 2019 Zozibini Tunzi, la cofundadora de PiggyVest co-founder Odunayo Eweniyi, la DJ internacional Florence Otedola (DJ Cuppy), la actriz estadounidense Danai Gurira y la periodista de la BBC Kiki Mordi entre otras.